# Transcripción genética

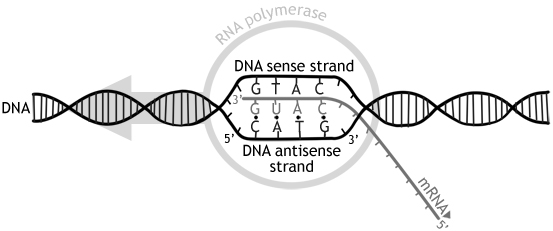
Esquema del proceso de transcripción de ARN. Se muestra la orientación antiparalela de las cadenas de un ADN y la producción de ARN por acción de la enzima ARN polimerasa.

La transcripción del ADN es el primer proceso de la expresión genética, mediante el cual se transfiere la información contenida en la secuencia del ADN hacia la secuencia de proteína utilizando diversos ARN como intermediarios. Durante la transcripción genética, las secuencias de ADN son copiadas a ARN mediante una enzima llamada ARN polimerasa (ARNp) la cual sintetiza un ARN mensajero que mantiene la información de la secuencia del ADN. De esta manera, la transcripción del ADN también podría llamarse síntesis del ARN mensajero. 
La transcripción se realiza en los siguientes pasos generales:
1. La ARN polimerasa, junto con uno o más factores de transcripción generales, se une al ADN promotor.
2. La ARN polimerasa genera una burbuja de transcripción, que separa las dos hebras de la hélice del ADN. Esto se hace rompiendo los enlaces de hidrógeno entre nucleótidos de ADN complementarios.
3. La ARN polimerasa agrega nucleótidos de ARN (que son complementarios a los nucleótidos de una hebra de ADN).
4. El esqueleto de azúcar-fosfato de ARN se forma con la ayuda de la ARN polimerasa para formar una hebra de ARN.
5. Los enlaces de hidrógeno de la hélice de ARN-ADN se rompen, liberando la hebra de ARN recién sintetizada.
6. Si la célula tiene un núcleo, el ARN puede procesarse más. Esto puede incluir poliadenilación, protección y empalme.
7. El ARN puede permanecer en el núcleo o salir al citoplasma a través del complejo del poro nuclear.

## Etapas
Clásicamente se divide el proceso de la transcripción en 3 etapas principales (iniciación, elongación y terminación), pero realmente se pueden diferenciar 5 etapas:
Configuración: Al contrario de la replicación de ADN, durante el inicio de la transcripción no se requiere la presencia de un cebador para sintetizar la nueva cadena de ARN, en este caso. Antes del inicio de la transcripción se necesita toda una serie de factores de transcripción (proteína) que ejercen los factores de iniciación. Estos se unen a secuencias específicas de ADN para reconocer el sitio donde la transcripción ha de comenzar. Esta secuencia de ADN en la que se ensamblan los complejos de transcripción se llama promotor. Los promotores se localizan en los extremos 5'-terminales de los genes, antes del comienzo del gen, y a ellos se unen los factores de transcripción mediante fuerzas de Van der Waals y enlaces de hidrógeno. Los promotores tienen secuencias reguladoras definidas, muy conservadas en cada especie, donde las más conocidas son la caja TATA (situada sobre la región -25 en el caso de eucariotas). La formación del complejo de transcripción se realiza sobre el promotor TATA, allí se forma el núcleo del complejo de iniciación. Sobre la caja TATA se fija una proteína de unión (TBP) que forma parte del factor de transcripción TFII D (TF proviene del inglés: transcription factor). Después, a ellos se unen otros factores de transcripción específicos: TFII B se une a TBP, TFII A (opcional), que estabiliza el complejo TFII B-TBP; luego se une el complejo TFII F y ARN polimerasa, y al final TFII E y TFII H. Todo ello forma un complejo que se llama «complejo de preiniciación cerrado» o PIC. Cuando la estructura se abre por mediación del factor de transcripción TFII H, da comienzo la iniciación y al «complejo abierto» (por su acción helicasa dependiente de ATP).
Iniciación: Primero, una helicasa separa las hebras de ADN en estas denominadas cajas TATA, ya que entre adenina y timina se establecen dos enlaces de hidrógeno, mientras que entre citosina y guanina se forman tres. Posteriormente se unen los factores y las  proteínas de transcripción (TBP, TF2D, TF2B) permitiendo, de esta manera, el acceso de la ARN polimerasa al molde de ADN de cadena simple, siendo esta la última en posicionarse. Aunque la búsqueda del promotor por la ARN polimerasa es muy rápida, la formación de la «burbuja de transcripción» o apertura del ADN y la síntesis del cebador es muy lenta. La burbuja de transcripción es una apertura de ADN desnaturalizado de 18 pares de bases, donde empieza a sintetizarse el ARN cebador a partir del nucleótido número 10 del ADN molde de la burbuja de transcripción. La burbuja de transcripción se llama «complejo abierto». La ARN polimerasa es una enzima formada por 5 subunidades: 2 subunidades α, 1 subunidadad β' y 1 subunidad ω que tiene como función la unión de ribonucleótidos trifosfato. Cuando se forma el complejo abierto, la ARN polimerasa comienza a unir ribonucleótidos mediante enlaces fosfodiéster, y una vez que se forma el primer enlace fosfodiéster, acaba la etapa de iniciación y comienza así la siguiente.
Disgregación del promotor: Una vez sintetizado el primer enlace fosfodiéster, se debe deshacer el complejo del promotor para que quede limpio y pueda volver a funcionar. Durante esta fase hay una tendencia a desprenderse el transcrito inicial de ARN y producir transcritos truncados, dando lugar a una iniciación abortada, común tanto en procariontes como eucariontes. Una vez que la cadena transcrita alcanza una longitud de unos 23 nucleótidos, el complejo ya no se desliza y da lugar a la siguiente fase, la elongación.
La disgregación del promotor coincide con una fosforilación de la serina 5 del dominio carboxilo terminal de la ARN polimerasa, que es fosforilado por el TFII H (que es una proteína quinasa dependiente de ATP)
Elongación: La ARN polimerasa cataliza la elongación de cadena del ARN. Una cadena de ARN se une por apareamiento de bases a la cadena de ADN, y para que se formen correctamente los enlaces de hidrógeno que determina el siguiente nucleótido del molde de ADN, el centro activo de la ARN polimerasa reconoce a los ribonucleótidos trifosfato entrantes. Cuando el nucleótido entrante forma los enlaces de hidrógeno idóneos, entonces la ARN polimerasa cataliza la formación del enlace fosfodiéster que corresponde. A esto se le llama elongación, la segunda etapa de la transcripción del ARN. Una hebra de ADN, la hebra molde (o hebra no codificante), se utiliza como molde para la síntesis de ARN. A medida que avanza la transcripción, la ARN polimerasa atraviesa la hebra plantilla y utiliza la complementariedad de emparejamiento de bases con la plantilla de ADN para crear una copia de ARN (que se alarga durante el recorrido). Aunque la ARN polimerasa atraviesa la hebra plantilla desde 3' → 5', la hebra codificante (no plantilla) y el ARN recién formado también se pueden usar como puntos de referencia, por lo que la transcripción se puede describir como que ocurre 5' → 3'. Esto produce una molécula de ARN de 5' → 3', una copia exacta de la hebra codificante (excepto que las timinas se reemplazan con uracilos)., y los nucleótidos están compuestos de un azúcar de ribosa (5 carbonos) donde el ADN tiene desoxirribosa (un átomo de oxígeno menos) en su columna vertebral de azúcar-fosfato). La transcripción de ARNm puede involucrar múltiples polimerasas de ARN en una sola plantilla de ADN y múltiples rondas de transcripción (amplificación de ARNm particular), por lo que se pueden producir rápidamente muchas moléculas de ARNm a partir de una sola copia de un gen. Las tasas de elongación características son de alrededor de 10-100 nts/s
Terminación: Al finalizar la síntesis de ARNm, esta molécula ya se ha separado completamente del ADN (que recupera su forma original) y también de la ARN polimerasa, terminando la transcripción. La terminación es otra etapa distinta de la transcripción, porque justo cuando el complejo de transcripción se ha ensamblado activamente debe desensamblarse una vez que la elongación se ha completado. La terminación está señalizada por la información contenida en sitios de la secuencia del ADN que se está transcribiendo, por lo que la ARN polimerasa se detiene al transcribir algunas secuencias especiales del ADN. Estas secuencias son ricas en guanina y citosina, situadas en el extremo de los genes, seguidas de secuencias ricas en adenina, formando secuencias palindrómicas, que cuando se transcriben el ARN recién sintetizado adopta una «estructura en horquilla» que desestabiliza el complejo ARN-ADN, obligando a separarse de la ARN polimerasa, renaturalizándose la burbuja de transcripción, y generando una secuencia repetitiva de uracilo al final de la cadena de ARNm. Algunas secuencias de ADN carecen de la secuencia de terminación, por lo que poseen otra secuencia a la que se unen una serie de proteínas reguladoras específicas de la terminación de la transcripción como factor rho.

## Transcripción en procariotas

### ARN polimerasa
La ARN polimerasa está compuesta por un núcleo y una estructura de holoenzima. Las enzimas centrales contienen las propiedades catalíticas de la ARN polimerasa y están formadas por subunidades ββ′α2ω. Esta secuencia se conserva en todas las especies procariotas. La holoenzima está compuesta por un componente específico conocido como factor sigma. El factor sigma funciona ayudando en el reconocimiento del promotor, la ubicación correcta de la ARN polimerasa y el comienzo del desenrollado en el sitio de inicio. Después de que el factor sigma realiza su función requerida, se disocia, mientras que la porción catalítica permanece en el ADN y continúa la transcripción. Además, la ARN polimerasa contiene un ion central Mg+ que ayuda a la enzima con sus propiedades catalíticas. La ARN polimerasa funciona catalizando el ataque nucleofílico del 3' OH del ARN al fosfato alfa de una molécula NTP complementaria para crear una hebra creciente de ARN a partir de la hebra molde de ADN. Además, la ARN polimerasa también muestra actividades de exonucleasa, lo que significa que si se detecta un emparejamiento de bases incorrecto, puede eliminar las bases incorrectas y reemplazarlas por las correctas.

### Iniciación
El inicio de la transcripción requiere regiones promotoras, que son secuencias consenso de nucleótidos específicas que le indican al factor σ de la ARN polimerasa dónde unirse al ADN. Los promotores generalmente se ubican con una separación de 15 a 19 bases y se encuentran más comúnmente aguas arriba de los genes que controlan. La ARN polimerasa está formada por 4 subunidades, que incluyen dos alfas, una beta y una beta principal (α, α, β y β'). Una quinta subunidad, sigma (llamada factor σ), solo está presente durante la iniciación y se separa antes de la elongación. Cada subunidad juega un papel en el inicio de la transcripción y el factor σ debe estar presente para que ocurra el inicio. Cuando todo el factor σ está presente, la ARN polimerasa está en su forma activa y se denomina holoenzima.  Cuando el factor σ se desprende, se encuentra en forma de polimerasa central. El factor σ reconoce secuencias promotoras en las regiones -35 y -10 y la transcripción comienza en el sitio de inicio (+1).  La secuencia de la región -10 es TATAAT y la secuencia de la región -35 es TTGACA.
- El factor σ se une a la región promotora -35. En este punto, la holoenzima se conoce como el complejo cerrado porque el ADN todavía es de doble cadena (conectado por enlaces de hidrógeno).
- Una vez que se une el factor σ, las subunidades restantes de la polimerasa se unen al sitio. La alta concentración de enlaces adenina-timina en la región -10 facilita el desenrollado del ADN. En este punto, la holoenzima se denomina complejo abierto.
- Este complejo abierto también se denomina burbuja de transcripción. Solo se transcribe una hebra de ADN, llamada hebra molde (también llamada hebra no codificante o hebra sin sentido/antisentido).
- Comienza la transcripción y se producen secuencias de nucleótidos "abortivas" cortas de aproximadamente 10 pares de bases de largo. Estas secuencias cortas son piezas no funcionales de ARN que se producen y luego se liberan. Generalmente, esta secuencia de nucleótidos consta de alrededor de doce pares de bases y ayuda a contribuir a la estabilidad de la ARN polimerasa para que pueda continuar a lo largo de la cadena de ADN.
- El factor σ es necesario para iniciar la transcripción, pero no para continuar con la transcripción del ADN. El factor σ se disocia de la enzima central y continúa la elongación. Esto señala el final de la fase de iniciación y la holoenzima ahora está en forma de polimerasa central.

La región promotora es un regulador principal de la transcripción. Las regiones promotoras regulan la transcripción de todos los genes dentro de las bacterias. Como resultado de su participación, la secuencia de pares de bases dentro de la región promotora es significativa; cuanto más similar sea la región promotora a la secuencia consenso, más fuerte podrá unirse la ARN polimerasa. Esta unión contribuye a la estabilidad de la etapa de elongación de la transcripción y, en general, da como resultado un funcionamiento más eficiente. Además, la ARN polimerasa y los factores σ tienen un suministro limitado dentro de cualquier célula bacteriana dada. En consecuencia, la unión del factor σ al promotor se ve afectada por estas limitaciones. Todas las regiones promotoras contienen secuencias que se consideran no consensuadas y esto ayuda a distribuir los factores σ en la totalidad del genoma.. 

### Elongación
Durante la elongación, la ARN polimerasa se desliza por el ADN de doble cadena, lo desenrolla y transcribe (copia) su secuencia de nucleótidos en ARN recién sintetizado. El movimiento del complejo ARN-ADN es esencial para el mecanismo catalítico de la ARN polimerasa. Además, la ARN polimerasa aumenta la estabilidad general de este proceso al actuar como enlace entre las cadenas de ARN y ADN. Los nuevos nucleótidos que son complementarios a la cadena molde de ADN se agregan al extremo 3' de la cadena de ARN. La cadena de ARN recién formada es prácticamente idéntica a la cadena de codificación de ADN (cadena con sentido o cadena sin plantilla), excepto que tiene timina en sustitución de uracilo y una columna vertebral de azúcar ribosa en lugar de una columna vertebral de azúcar desoxirribosa. Porque los nucleósidos trifosfatos (NTP) necesitan unirse a la molécula OH- en el extremo 3' del ARN, la transcripción siempre ocurre en la dirección 5' a 3'. Los cuatro NTP son adenosina-5'-trifosfato (ATP), guanosido-5'-trifosfato (GTP), uridina-5'-trifosfato (UTP) y citidina-5'-trifosfato (CTP). La unión de los NTP al extremo 3' del transcrito de ARN proporciona la energía necesaria para esta síntesis. Los NTP también son moléculas productoras de energía que proporcionan el combustible que impulsa las reacciones químicas en la célula. 
Múltiples polimerasas de ARN pueden estar activas a la vez, lo que significa que se pueden producir muchas cadenas de ARNm muy rápidamente. La ARN polimerasa desciende por el ADN rápidamente a aproximadamente 40 bases por segundo. Debido a la naturaleza rápida de este proceso, el ADN se desenrolla continuamente antes que la ARN polimerasa y luego se rebobina una vez que la ARN polimerasa avanza. La polimerasa tiene un mecanismo de revisión que limita los errores a aproximadamente 1 de cada 10 000 nucleótidos transcritos. La ARN polimerasa tiene menor fidelidad (precisión) y velocidad que la ADN polimerasa. La ADN polimerasa tiene un mecanismo de revisión muy diferente que incluye actividad de exonucleasa, lo que contribuye a una mayor fidelidad. La consecuencia de un error durante la síntesis de ARN suele ser inofensiva, mientras que un error en la síntesis de ADN podría ser perjudicial. La secuencia promotora determina la frecuencia de transcripción de su gen correspondiente.

### Terminación
Para que se produzca una expresión génica adecuada, la transcripción debe detenerse en sitios específicos. Dos mecanismos de terminación son bien conocidos:
- Terminación intrínseca (también llamada terminación independiente de Rho): las secuencias específicas de nucleótidos de ADN le indican a la ARN polimerasa que se detenga. La secuencia es comúnmente una secuencia palindrómica que hace que la hebra se enrolle, lo que detiene la ARN polimerasa. Generalmente, este tipo de terminación sigue el mismo procedimiento estándar. Se producirá una pausa debido a una secuencia de poliuridina que permite la formación de un bucle en horquilla. Este bucle en horquilla ayudará a formar un complejo atrapado, que en última instancia provocará la disociación de la ARN polimerasa de la hebra de ADN molde y detendrá la transcripción.

- Terminación dependiente de Rho: el factor ρ (factor rho) es una proteína terminadora que se une a la cadena de ARN y sigue a la polimerasa durante la elongación. Una vez que la polimerasa se acerca al final del gen que está transcribiendo, se encuentra con una serie de nucleótidos G que hace que se detenga. Este estancamiento permite que el factor rho alcance a la ARN polimerasa. Luego, la proteína rho extrae la transcripción de ARN de la plantilla de ADN y se libera el ARNm recién sintetizado, lo que finaliza la transcripción. El factor Rho es un complejo proteico que también muestra helicasaactividades (es capaz de desenrollar las hebras de ácido nucleico). Se unirá al ADN en regiones ricas en citosina y cuando la ARN polimerasa lo encuentre, se formará un complejo atrapado que provocará la disociación de todas las moléculas involucradas y el final de la transcripción.
- La terminación de la transcripción del ADN en bacterias puede detenerse mediante ciertos mecanismos en los que la ARN polimerasa ignorará la secuencia terminadora hasta que se alcance la siguiente. Este fenómeno se conoce como antiterminación y es utilizado por ciertos bacteriófagos.

## Transcripción en eucariotas
En el caso de las eucariotas, el proceso se realiza en el núcleo, y es similar al de las procariotas, pero de mayor complejidad. Diferentes ARNp transcriben distintos tipos de genes. La ARNpII transcribe los pre-ARNm, mientras que la ARNpI y ARNpIII transcriben los ARN-ribosomales y ARNt, respectivamente. Los ARNs transcritos son modificados posteriormente. El pre-ARNm, por ejemplo, sufre un proceso de maduración que tras cortes y empalmes sucesivos elimina ciertos segmentos del ARN llamados intrones para producir el ARNm final. Durante este proceso de maduración se puede dar lugar a diferentes moléculas de ARN, en función de diversos reguladores. Así pues, un mismo gen o secuencia de ADN, puede dar lugar a diferentes moléculas de ARNm y por tanto, producir diferentes proteínas, este mecanismo molecular se conoce bajo el concepto de splicing o empalme alternativo. Otro factor de regulación propio de las células eucariotas son los conocidos «potenciadores» (en inglés: enhancers), que incrementan mucho (100 veces) la actividad de transcripción de un gen, y no depende de la ubicación de estos en el gen.

### ARN polimerasa
Los eucariotas tienen tres ARN polimerasas nucleares, cada una con funciones y propiedades distintas. 
La ARN polimerasa I (Pol I): cataliza la transcripción de todos los genes de ARNr excepto 5S. Estos genes de ARNr se organizan en una sola unidad transcripcional y se transcriben en una transcripción continua. Este precursor luego se procesa en tres ARNr: 18S, 5.8S y 28S. La transcripción de los genes de ARNr tiene lugar en una estructura especializada del núcleo llamada nucléolo, donde los ARNr transcritos se combinan con proteínas para formar ribosomas.
La ARN polimerasa II (Pol II): es responsable de la transcripción de todos los ARNm, algunos ARNsn, ARNsi y todos los miARN. Muchos transcritos de Pol II existen transitoriamente como ARN precursores de una sola hebra (pre-ARN) que se procesan para generar ARN maduros. Por ejemplo, los ARNm precursores (pre-ARNm) se procesan extensamente antes de salir al citoplasma a través del poro nuclear para la traducción de proteínas.
La ARN polimerasa III (Pol III): transcribe pequeños ARN no codificantes, incluidos ARNt, ARNr 5S, ARNsn U6, ARN SRP y otros ARN cortos estables como el ARN de la ribonucleasa P. 
Las ARN polimerasas I, II y III contienen 14, 12 y 17 subunidades, respectivamente. Las tres polimerasas eucariotas tienen cinco subunidades centrales que presentan homología con las subunidades β, β', αI, αII y ω de la ARN polimerasa de E. coli. Las tres polimerasas eucariotas utilizan una subunidad similar a ω idéntica (RBP6), mientras que Pol I y III utilizan las mismas subunidades similares a α. Las tres polimerasas eucariotas comparten otras cuatro subunidades comunes entre ellas. Las subunidades restantes son exclusivas de cada ARN polimerasa. Las subunidades adicionales que se encuentran en Pol I y Pol III en relación con Pol II son homólogas a los factores de transcripción de Pol II. 
Las estructuras cristalinas de las ARN polimerasas I y II brindan la oportunidad de comprender las interacciones entre las subunidades y el mecanismo molecular de la transcripción eucariota en detalle atómico.
El dominio carboxilo terminal (CTD) de RPB1, la subunidad más grande de la ARN polimerasa II, juega un papel importante en reunir la maquinaria necesaria para la síntesis y el procesamiento de las transcripciones de Pol II. Largo y estructuralmente desordenado, el CTD contiene múltiples repeticiones de la secuencia heptapeptídica YSPTSPS que están sujetas a fosforilación y otras modificaciones postraduccionales durante el ciclo de transcripción. Estas modificaciones y su regulación constituyen el código operativo para que el CTD controle el inicio, la elongación y la terminación de la transcripción y para acoplar la transcripción y el procesamiento del ARN.

### Iniciación
El inicio de la transcripción de genes en eucariotas ocurre en pasos específicos. Primero, una ARN polimerasa junto con factores de transcripción generales se une a la región promotora del gen para formar un complejo cerrado llamado complejo de pre-iniciación. La transición posterior del complejo del estado cerrado al estado abierto da como resultado la fusión o separación de las dos cadenas de ADN y el posicionamiento de la cadena molde en el sitio activo de la ARN polimerasa. Sin la necesidad de un cebador, la ARN polimerasa puede iniciar la síntesis de una nueva cadena de ARN utilizando la cadena de ADN molde para guiar la selección de ribonucleótidos y la química de polimerización. Sin embargo, muchas de las síntesis iniciadas se cancelan antes de que las transcripciones alcancen una longitud significativa (~10 nucleótidos), hecho conocido como transcripción abortiva. Durante estos ciclos abortivos, la polimerasa sigue produciendo y liberando transcritos cortos hasta que es capaz de producir un transcrito que supera los diez nucleótidos de longitud. Una vez que se alcanza este umbral, la ARN polimerasa pasa al promotor y la transcripción pasa a la fase de elongación.  
Los genes transcritos con Pol II contienen una región en las inmediaciones del sitio de inicio de la transcripción (TSS) que se une y posiciona el complejo de preiniciación. Esta región se denomina promotor central debido a su papel esencial en el inicio de la transcripción. En los promotores se encuentran diferentes clases de elementos de secuencia. Por ejemplo, la caja TATA es la secuencia de reconocimiento de ADN altamente conservada para la proteína de unión a la caja TATA, TBP, cuya unión inicia el ensamblaje del complejo de transcripción en muchos genes.
Los genes eucarióticos también contienen secuencias reguladoras más allá del promotor central. Estos elementos de control que actúan en cis se unen a activadores o represores transcripcionales para aumentar o disminuir la transcripción del promotor central. Los elementos reguladores bien caracterizados incluyen potenciadores, silenciadores y aisladores. Estas secuencias reguladoras se pueden distribuir a lo largo de una gran distancia genómica, a veces ubicadas a cientos de kilobases de los promotores principales.
Los factores de transcripción generales son un grupo de proteínas involucradas en la iniciación y regulación de la transcripción. Estos factores suelen tener dominios de unión al ADN que se unen a elementos de secuencia específicos del promotor principal y ayudan a reclutar la ARN polimerasa en el sitio de inicio de la transcripción. Los factores de transcripción generales para la ARN polimerasa II incluyen TFIID, TFIIA, TFIIB, TFIIF, TFIIE y TFIIH.

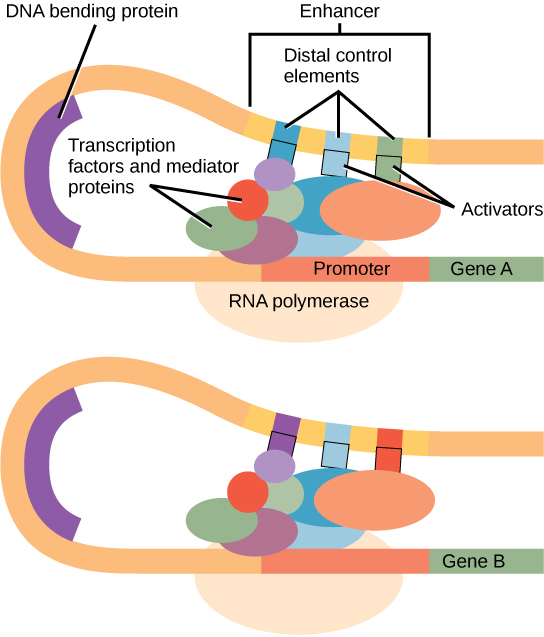
Formación del complejo de pre-iniciación

La transcripción, un conjunto completo de factores de transcripción generales y la ARN polimerasa deben ensamblarse en el promotor central para formar el complejo de pre-iniciación de ~2,5 millones de dalton. Por ejemplo, para los promotores que contienen una caja TATA cerca del TSS, el reconocimiento de la caja TATA por parte de la subunidad TBP de TFIID inicia el ensamblaje de un complejo de transcripción. Las siguientes proteínas en ingresar son TFIIA y TFIIB, que estabilizan el complejo ADN-TFIID y reclutan Pol II en asociación con TFIIF y factores de transcripción adicionales. TFIIB sirve como puente entre el TBP unido a TATA y la polimerasa y ayuda a colocar el centro activo de la polimerasa en la posición correcta para iniciar la transcripción. Uno de los últimos factores de transcripción en ser reclutado para el complejo de pre-iniciación es TFIIH, que juega un papel importante en la fusión y el escape del promotor. 
Para los genes transcritos por Pol II, y a diferencia de la ARN polimerasa bacteriana, la fusión del promotor requiere la hidrólisis de ATP y está mediada por TFIIH. TFIIH es una proteína de diez subunidades, que incluye actividades de ATPasa y proteína quinasa. Mientras que TFIID mantiene el ADN del promotor aguas arriba en una posición fija, TFIIH atrae el ADN de doble cadena aguas abajo hacia la hendidura de la polimerasa, lo que impulsa la separación de las cadenas de ADN y la transición del complejo de pre-iniciación del estado cerrado al abierto. TFIIB ayuda en la formación de complejos abiertos al unir el ADN fundido y estabilizar la burbuja de transcripción.
Una vez que se abre el complejo de iniciación, el primer ribonucleótido se lleva al sitio activo para iniciar la reacción de polimerización en ausencia de un cebador. Esto genera una cadena de ARN naciente que forma un heterodúplex con la cadena de ADN molde. Sin embargo, antes de entrar en la fase de elongación, la polimerasa puede terminar prematuramente y liberar un transcrito corto y truncado, en el proceso conocido como iniciación abortiva. Pueden ocurrir muchos ciclos de iniciación abortiva antes de que la transcripción crezca lo suficiente como para promover el escape de la polimerasa del promotor. A lo largo de los ciclos de iniciación abortiva, la ARN polimerasa permanece unida al promotor y atrae el ADN aguas abajo hacia su hendidura catalítica con un movimiento similar al de un crujido. 
Cuando una transcripción alcanza la longitud umbral de diez nucleótidos, ingresa al canal de salida del ARN. La polimerasa rompe sus interacciones con los elementos promotores y cualquier proteína reguladora asociada con el complejo de iniciación que ya no necesita. El escape del promotor en eucariotas requiere hidrólisis de ATP y, en el caso de Pol II, fosforilación de CTD. Mientras tanto, la burbuja de transcripción colapsa a 12-14 nucleótidos, proporcionando la energía cinética necesaria para el escape.

### Elongación
Después de escapar del promotor y deshacerse de la mayoría de los factores de transcripción para la iniciación, la polimerasa adquiere nuevos factores para la siguiente fase de la transcripción: la elongación. El alargamiento de la transcripción es un proceso de proceso. El ADN de doble cadena que ingresa desde el frente de la enzima se descomprime para aprovechar la cadena molde para la síntesis de ARN. Por cada par de bases de ADN separado por el avance de la polimerasa, se forma inmediatamente un par de bases híbrido de ARN-ADN. Las hebras de ADN y la cadena de ARN naciente salen de canales separados; las dos hebras de ADN se reúnen en el extremo final de la burbuja de transcripción mientras que el ARN de una sola hebra emerge solo.
Entre las proteínas reclutadas por la polimerasa se encuentran los factores de elongación, llamados así porque estimulan la elongación de la transcripción. Hay diferentes clases de factores de elongación. Algunos factores pueden aumentar la tasa general de transcripción, algunos pueden ayudar a la polimerasa a través de los sitios de pausa transitorios y otros pueden ayudar a la polimerasa a transcribir a través de la cromatina. Uno de los factores de elongación, P-TEFb , es particularmente importante. [25] P-TEFb fosforila el segundo residuo (Ser-2) de las repeticiones CTD (YSPTSPS) de la Pol II unida. P-TEFb también fosforila y activa SPT5 y TAT-SF1. SPT5 es un factor de transcripción universal que ayuda a reclutar 5'-cappingenzima a Pol II con un CTD fosforilado en Ser-5. TAF-SF1 recluta componentes de la maquinaria de empalme de ARN para el CTD fosforilado de Ser-2. P-TEFb también ayuda a suprimir la pausa transitoria de la polimerasa cuando encuentra ciertas secuencias inmediatamente después del inicio. 
La fidelidad de la transcripción se logra a través de múltiples mecanismos. Las polimerasas de ARN seleccionan el sustrato de trifosfato de nucleósido (NTP) correcto para evitar errores de transcripción. Solo el NTP que se aparea correctamente con la base codificante en el ADN es admitido en el centro activo. La ARN polimerasa realiza dos funciones conocidas de lectura de pruebas para detectar y eliminar nucleótidos mal incorporados: edición pirofosforilítica y edición hidrolítica. El primero elimina el ribonucleótido insertado incorrectamente mediante una simple inversión de la reacción de polimerización, mientras que el segundo implica el retroceso de la polimerasa y la escisión de un segmento del producto de ARN que contiene el error. El factor de elongación TFIIS estimula una actividad de ribonucleasa inherente en la polimerasa, lo que permite la eliminación de bases mal incorporadas a través de una degradación local limitada del ARN. Tenga en cuenta que todas las reacciones (síntesis de enlaces fosfodiéster, pirofosforólisis, hidrólisis de enlaces fosfodiéster) las realiza la ARN polimerasa mediante el uso de un único centro activo. 
La elongación de la transcripción no es un viaje suave a lo largo del ADN de doble cadena, ya que la ARN polimerasa sufre pausas cotranscripcionales extensas durante la elongación de la transcripción. En general, la ARN polimerasa II no se transcribe a través de un gen a un ritmo constante. Más bien se detiene periódicamente en ciertas secuencias, a veces durante largos períodos de tiempo antes de reanudar la transcripción. Esta pausa es especialmente pronunciada en los nucleosomas y surge en parte porque la polimerasa entra en un estado retroactivo transcripcionalmente incompetente. La duración de estas pausas varía de segundos a minutos o más, y la salida de pausas de larga duración puede ser promovida por factores de elongación como TFIIS. 
Esta pausa también se usa a veces para corregir; aquí, la polimerasa retrocede, borra parte del ARN que ya ha producido y vuelve a intentar la transcripción. En casos extremos, por ejemplo, cuando la polimerasa encuentra un nucleótido dañado, se detiene por completo. Más a menudo, una polimerasa que se alarga se estanca cerca del promotor. La pausa proximal al promotor durante la elongación temprana es un mecanismo comúnmente utilizado para regular genes preparados para expresarse rápidamente o de manera coordinada. La pausa está mediada por un complejo llamado NELF (factor de elongación negativa) en colaboración con DSIF (factor inductor de sensibilidad DRB que contiene SPT4/SPT5). El bloqueo se libera una vez que la polimerasa recibe una señal de activación, como la fosforilación de Ser-2 de la cola de CTD por P-TEFb. Otros factores de elongación, como ELL y TFIIS, estimulan la tasa de elongación al limitar el tiempo de pausa de la polimerasa. 
La polimerasa de elongación está asociada con un conjunto de factores proteicos necesarios para varios tipos de procesamiento de ARN. El ARNm se tapa tan pronto como emerge del canal de salida de ARN de la polimerasa. Después de la protección, la desfosforilación de Ser-5 dentro de las repeticiones de CTD puede ser responsable de la disociación de la maquinaria de protección. La fosforilación adicional de Ser-2 provoca el reclutamiento de la maquinaria de empalme de ARN que cataliza la eliminación de intrones no codificantes para generar ARNm maduro. El empalme alternativo expande los complementos proteicos en eucariotas. Al igual que con el empalme y la protección de 5', la cola de CTD participa en el reclutamiento de enzimas responsables de la poliadenilación de 3' , el evento final de procesamiento de ARN que se combina con la terminación de la transcripción.

### Terminación
La última etapa de la transcripción es la terminación, que conduce a la disociación del transcrito completo y la liberación de la ARN polimerasa del ADN molde. El proceso difiere para cada una de las tres ARN polimerasas. El mecanismo de terminación es el menos comprendido de las tres etapas de transcripción.
La terminación de la transcripción de los genes pre-ARNr por la polimerasa Pol I se realiza mediante un sistema que necesita un factor de terminación de la transcripción específico. El mecanismo utilizado tiene cierta semejanza con la terminación dependiente de rho en procariotas. Las células eucariotas contienen cientos de repeticiones de ADN ribosómico, a veces distribuidas en múltiples cromosomas. La terminación de la transcripción ocurre en la región del espaciador intergénico ribosomal que contiene varios sitios de terminación de la transcripción aguas arriba de un sitio de pausa Pol I. A través de un mecanismo aún desconocido, el extremo 3' de la transcripción se escinde, generando una gran molécula primaria de ARNr que luego se procesa en los ARNr maduros 18S, 5.8S y 28S.
Cuando Pol II llega al final de un gen, dos complejos de proteínas transportados por el CTD, CPSF (factor de especificidad de escisión y poliadenilación) y CSTF (factor de estimulación de escisión), reconocen la señal poli-A en el ARN transcrito. El CPSF y el CSTF unidos a poli-A reclutan otras proteínas para llevar a cabo la escisión del ARN y luego la poliadenilación. La polimerasa poli-A agrega aproximadamente 200 adeninas al extremo 3' cortado del ARN sin plantilla. La larga cola poli-A es exclusiva de las transcripciones realizadas por Pol II.
En el proceso de terminación de la transcripción por Pol I y Pol II, el complejo de elongación no se disuelve inmediatamente después de que se escinde el ARN. La polimerasa continúa moviéndose a lo largo de la plantilla, generando una segunda molécula de ARN asociada con el complejo de elongación. Se han propuesto dos modelos para explicar cómo se logra finalmente la terminación. El modelo alostérico establece que cuando la transcripción avanza a través de la secuencia de terminación, provoca el desensamblaje de los factores de elongación y/o un ensamblaje de los factores de terminación que provocan cambios conformacionales del complejo de elongación. El modelo de torpedo sugiere que una exonucleasa de 5' a 3'degrada el segundo ARN a medida que emerge del complejo de elongación. La polimerasa se libera cuando la exonucleasa altamente procesiva la alcanza. Se propone que una visión emergente expresará una fusión de estos dos modelos. 
La ARN polimerasa III puede terminar la transcripción de manera eficiente sin la participación de factores adicionales. La señal de terminación de Pol III consiste en un tramo de timinas (en la hebra que no es plantilla) ubicada dentro de 40 pb corriente abajo desde el extremo 3' de los ARN maduros. La señal de terminación poli-T pausa Pol III

### Control transcripcional eucariota
La regulación de la expresión génica en eucariotas se logra a través de la interacción de varios niveles de control que actúan localmente para activar o desactivar genes individuales en respuesta a una necesidad celular específica y globalmente para mantener un patrón de expresión génica en toda la cromatina que da forma a la identidad celular. Debido a que el genoma eucariótico se envuelve alrededor de las histonas para formar nucleosomas y estructuras de cromatina de orden superior, los sustratos para la maquinaria transcripcional en general están parcialmente ocultos. Sin proteínas reguladoras, muchos genes se expresan a un nivel bajo o no se expresan en absoluto. La transcripción requiere el desplazamiento de los nucleosomas posicionados para permitir que la maquinaria transcripcional obtenga acceso al ADN. 
Todos los pasos de la transcripción están sujetos a cierto grado de regulación. El inicio de la transcripción en particular es el nivel principal en el que se regula la expresión génica. Apuntar al paso inicial de limitación de velocidad es el más eficiente en términos de costos de energía para la célula. El inicio de la transcripción está regulado por elementos que actúan en cis (potenciadores, silenciadores, aisladores) dentro de las regiones reguladoras del ADN y factores que actúan en trans específicos de secuencia que actúan como activadores o represores. La transcripción de genes también se puede regular después de la iniciación dirigiéndose al movimiento de la polimerasa alargada. 
El genoma eucariota está organizado en una estructura de cromatina compacta que solo permite el acceso regulado al ADN. La estructura de la cromatina puede ser globalmente "abierta" y transcripcionalmente más permisiva, o globalmente "condensada" y transcripcionalmente inactiva. El primero (eucromatina) está ligeramente empaquetado y es rico en genes bajo transcripción activa. Esta última (heterocromatina) incluye regiones pobres en genes, como los telómeros y los centrómeros, pero también regiones con densidad génica normal pero transcripcionalmente silenciadas. La transcripción se puede silenciar mediante modificación de histonas (desacetilación y metilación), interferencia de ARN y/o Metilación del ADN.
Los patrones de expresión génica que definen la identidad celular se heredan a través de la división celular. Este proceso se denomina regulación epigenética. La metilación del ADN se hereda de forma fiable a través de la acción de las metilasas de mantenimiento que modifican la hebra de ADN naciente generada por la replicación. En las células de mamíferos, la metilación del ADN es el principal marcador de las regiones transcripcionalmente silenciadas. Proteínas especializadas pueden reconocer el marcador y reclutar histonas desacetilasas y metilasas para restablecer el silenciamiento. Las modificaciones de las histonas del nucleosoma también podrían heredarse durante la división celular, sin embargo, no está claro si puede funcionar de forma independiente sin la dirección de la metilación del ADN. 
Las dos tareas principales de la iniciación de la transcripción son proporcionar a la ARN polimerasa acceso al promotor y ensamblar factores de transcripción generales con la polimerasa en un complejo de iniciación de la transcripción. Se han identificado diversos mecanismos para iniciar la transcripción anulando las señales inhibitorias en el promotor del gen. Los genes eucarióticos han adquirido extensas secuencias reguladoras que abarcan una gran cantidad de sitios de unión a reguladores y propagan kilobases totales (a veces cientos de kilobases) desde el promotor, tanto aguas arriba como aguas abajo. Los sitios de unión del regulador a menudo se agrupan en unidades llamadas potenciadores. Los potenciadores pueden facilitar la acción altamente cooperativa de varios factores de transcripción (que constituyen los potenciadores). Los potenciadores remotos permiten la regulación de la transcripción a distancia. Los aisladores situados entre potenciadores y promotores ayudan a definir los genes que un potenciador puede o no puede influir.
Los activadores transcripcionales eucarióticos tienen funciones separadas de activación y unión al ADN. Al unirse a su elemento cis, un activador puede reclutar polimerasa directamente o reclutar otros factores necesarios para la maquinaria transcripcional. Un activador también puede reclutar modificadores de nucleosomas que alteran la cromatina en la vecindad del promotor y, por lo tanto, ayudan a la iniciación. Múltiples activadores pueden trabajar juntos, ya sea reclutando un componente común o dos componentes mutuamente dependientes de la maquinaria transcripcional, o ayudándose mutuamente a unirse a sus sitios de ADN. Estas interacciones pueden crear sinergias en múltiples entradas de señalización y producir respuestas transcripcionales complejas para abordar las necesidades celulares.
Los represores de transcripción eucarióticos comparten algunos de los mecanismos utilizados por sus homólogos procarióticos. Por ejemplo, al unirse a un sitio en el ADN que se superpone con el sitio de unión de un activador, un represor puede inhibir la unión del activador. Pero con mayor frecuencia, los represores eucariotas inhiben la función de un activador enmascarando su dominio activador, impidiendo su localización nuclear, promoviendo su degradación o inactivándolo mediante modificaciones químicas. Los represores pueden inhibir directamente el inicio de la transcripción uniéndose a un sitio corriente arriba de un promotor e interactuando con la maquinaria transcripcional. Los represores pueden reprimir indirectamente la transcripción reclutando modificadores de histonas (desacetilasas y metilasas) o enzimas remodeladoras de nucleosomas que afectan la accesibilidad del ADN. La represión de las modificaciones de las histonas y del ADN también es la base del silenciamiento transcripcional que puede propagarse a lo largo de la cromatina y desactivar múltiples genes. 
La fase de elongación comienza una vez que se ha completado el ensamblaje del complejo de elongación y progresa hasta que se encuentra una secuencia de terminación. El movimiento posterior al inicio de la ARN polimerasa es el objetivo de otra clase de mecanismos reguladores importantes. Por ejemplo, el activador transcripcional Tat afecta la elongación en lugar de la iniciación durante su regulación de la transcripción del VIH. De hecho, muchos genes eucarióticos están regulados mediante la liberación de un bloqueo para el alargamiento de la transcripción llamado pausa promotora proximal. La pausa puede influir en la estructura de la cromatina en los promotores para facilitar la actividad génica y dar lugar a respuestas transcripcionales rápidas o sincrónicas cuando las células se exponen a una señal de activación. La pausa está asociada con la unión de dos factores de elongación negativos, DSIF (SPT4/SPT5) y NELF, al complejo de elongación. Otros factores también pueden influir en la estabilidad y duración de la polimerasa en pausa. La liberación de la pausa se desencadena por el reclutamiento de la quinasa P-TEFb. 
La terminación de la transcripción también se ha convertido en un área importante de la regulación transcripcional. La terminación se combina con el reciclaje eficiente de la polimerasa. Los factores asociados con la terminación de la transcripción también pueden mediar en el bucle de genes y, por lo tanto, determinar la eficiencia del reinicio.

### Reparación del ADN acoplada a la transcripción
Cuando la transcripción se detiene por la presencia de una lesión en la hebra transcrita de un gen, las proteínas de reparación del ADN son reclutadas por la ARN polimerasa estancada para iniciar un proceso llamado reparación acoplada a la transcripción central a este proceso es el factor de transcripción general TFIIH que tiene actividad ATPasa. TFIIH provoca un cambio conformacional en la polimerasa, para exponer la burbuja de transcripción atrapada en el interior, para que las enzimas de reparación del ADN puedan acceder a la lesión. Por lo tanto, la ARN polimerasa sirve como proteína detectora de daños en la célula para dirigir las enzimas de reparación a los genes que se transcriben activamente.